# ريتشارد لينتون
ريتشارد لينتون (بالإنجليزية: Richard Linton)‏ هو رسام أسترالي، ولد في 1935 في ملبورن في أستراليا.